# Speedway

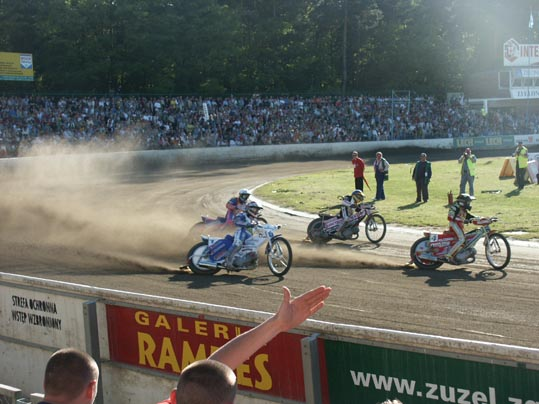
Una gara di speedway

Lo speedway, anche detta dirt track, è una tipologia di track racing che si corre su piste ovali in terra della lunghezza minima di 340 metri e massima di 420 metri (misurate a 1 metro dalla corda). Il fondo può essere di diversa natura: o solo terra oppure sassi, granito, ghiaccio o ghiaia. Su tutte queste superfici i piloti devono far ricorso a tutta la loro abilità per controllare le sbandate e le derapate della moto in curva.

## Origine
L'origine dello speedway è controversa: sembra sia nato in Australia, nel Nuovo Galles del Sud, nel secondo decennio del XX secolo, ma anche negli Stati Uniti intorno agli anni trenta si effettuavano gare su piste sabbiose di lunghezza superiore al miglio. Non è un caso che il primo campionato del mondo del 1936 veda sul podio due australiani Lionel Van Praag e Bluey Wilkinson, nel 1937 vi furono invece 3 piloti statunitensi: Jack Milne, Wilbur Lamoreaux e Cordy Milne.

## Tipo di moto

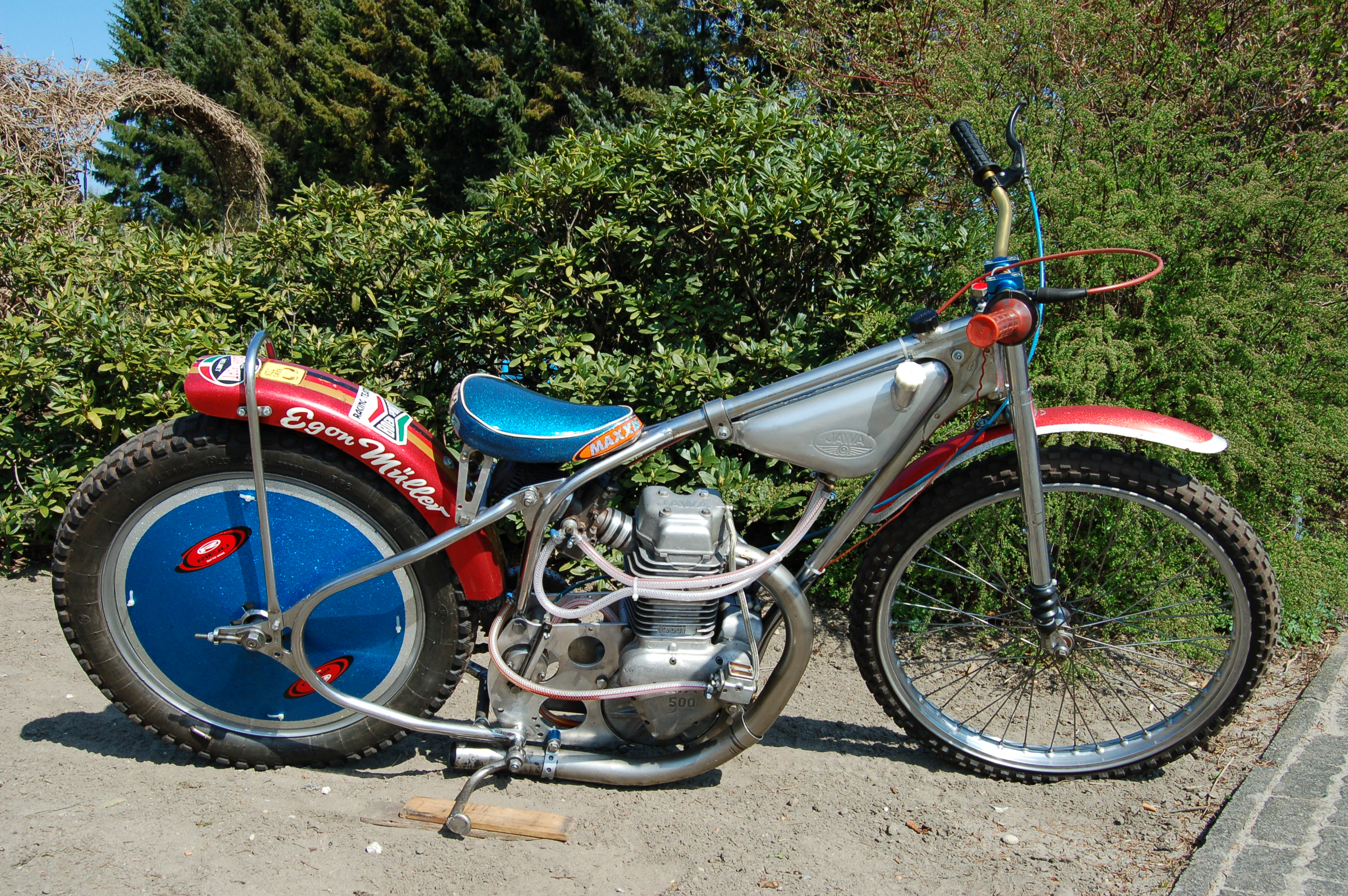
Jawa da Speedway

Le moto usate per lo speedway hanno caratteristiche peculiari: motore di 500 cm³ a 4 tempi superquadro ad aste e bilancieri con lubrificazione a perdita d'olio; il combustibile è l'alcol metilico. Le moto (attualmente le ceche Jawa, le italiane GM Motori e le svizzere Gerhard Engine) sono prive di cambio e di ammortizzatori posteriori; mancano inoltre i freni, che sarebbero pericolosamente inutili in quanto tutta la tecnica di guida si basa sulla derapata che il pilota effettua affrontando le curve della pista. Il peso minimo della moto è di 77 kg.

## Competizione
Una classica gara di speedway si svolge su 20 batterie di quattro giri di pista ciascuna con partenza da fermo che i 16 piloti in gara devono affrontare in quattro per volta; ogni pilota partecipa così a 5 batterie e affronta a rotazione tutti gli altri. Il punteggio assegnato per ogni batteria è di 3, 2, 1 e 0 punti; vince ovviamente chi, al termine della gara, totalizza il punteggio maggiore.

## Diffusione

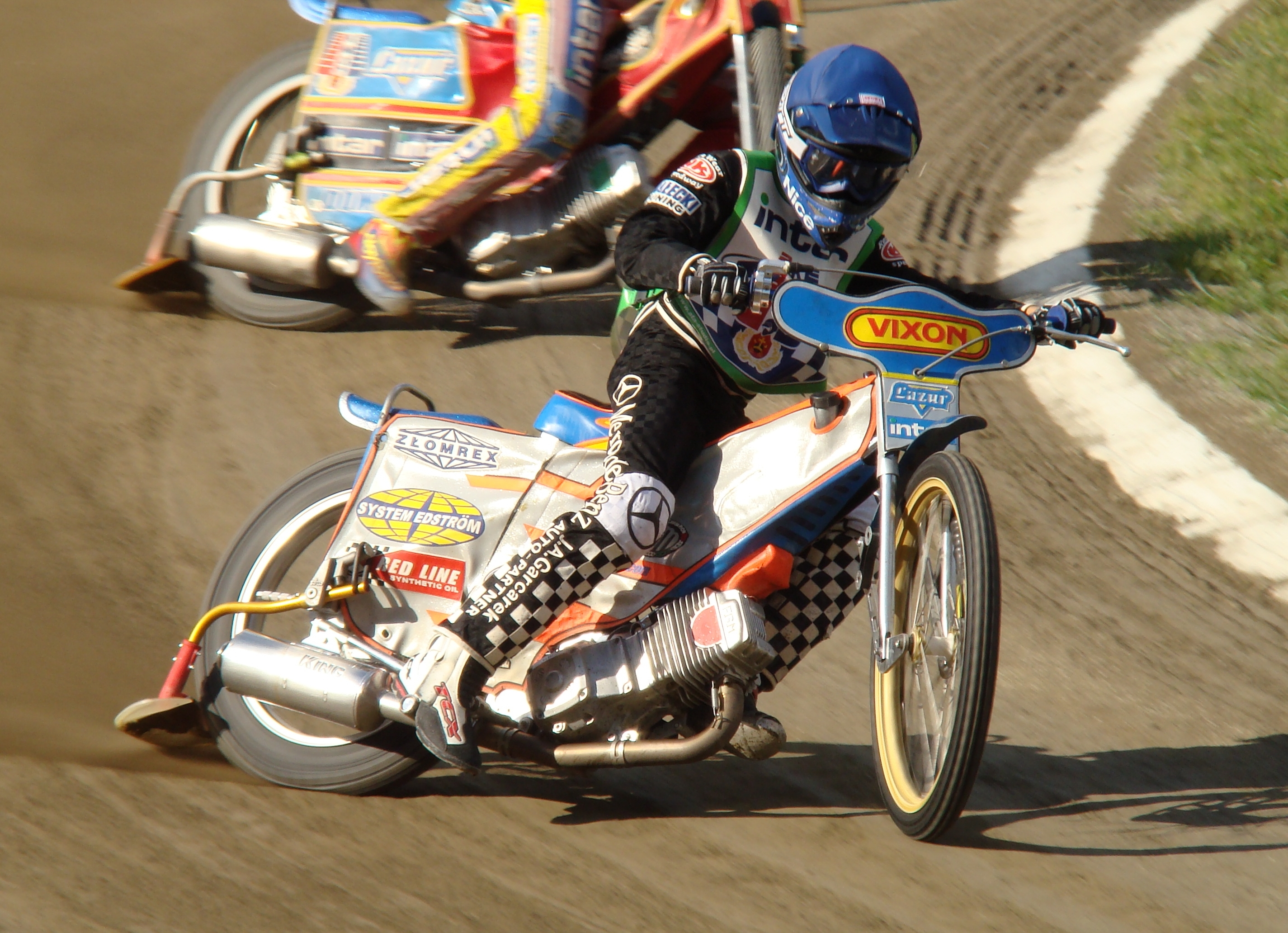
Il pilota polacco di speedway Łukasz Sówka in azione

Lo speedway è molto seguito in Polonia, Australia, Gran Bretagna e nei paesi scandinavi. È pure molto popolare in Nuova Zelanda, USA e in Canada.
In Italia venne importato da Adolfo Marama Toyo, un marinaio istriano, poi divenuto celebre pilota e progettista di motori, che aveva conosciuto la specialità durante i suoi viaggi in Australia. Lo stesso Toyo organizzò le prime competizioni nello stadio Littorio di Trieste e nello stadio Moretti di Udine, durante la prima metà degli anni trenta. Attualmente, lo speedway si pratica principalmente nel Triveneto, dove esistono alcune piste come quella di Lonigo, Giavera del Montello e Terenzano, frazione di Pozzuolo del Friuli, oltre a quella ormai dismessa di Piavon nel comune di Oderzo e lo Speedway Park di Civitanova Marche.
A livello agonistico lo speedway è regolamentato dalla Federazione Internazionale di Motociclismo ed esistono numerose competizioni di alto livello, prima fra tutte la Speedway Grand Prix.
Esiste anche una variante dello speedway che prevede competizioni sul ghiaccio: l'ice speedway.